# Émile Martel
Pour les articles homonymes, voir Émile Martel et Martel.
Émile Martel, né le 10 août 1941 à Amos et mort le 22 novembre 2023, est un diplomate, poète, conteur et traducteur québécois.

## Biographie
Émile Martel étudie à l'Université d'Ottawa, à l'Université Laval à Québec et à l'université de Salamanque en Espagne.
Il est ensuite professeur de langue et de littérature française à l'Université d'Alaska et à l'Université de Victoria.

### Famille
Émile Martel est le frère de Réginald Martel et le père de Yann Martel.

## Œuvres
- Les Enfances brisées, 1969
- L'ombre du silence, 1974
- Les Gants jetés, 1977
- Dictionnaire de cristal, 1993
- Pour orchestre et homme seul, 1996
- Un homme en sursis, 2008
- Georgette au milieu du monde, 2019

## Distinctions
- 1995 - Prix littéraires du Gouverneur général
- 2010 - Prix de poésie Gatien-Lapointe - Jaime-Sabines du Festival international de la poésie de Trois-Rivières[3]
- 2017 - Officier de l'ordre du Canada[4]